# Гольтявино
Гольтявино — посёлок в Богучанском районе Красноярского края России. Входит в состав Невонского сельсовета.

## История
Деревня Гольтявина была основана в 1807 году. По данным 1926 года в деревне имелось 62 хозяйства и проживало 315 человек (в основном — русские). В административном отношении деревня являлась центром сельсовета Богучанского района Канского округа Сибирского края.

## География
Посёлок находится в северо-восточной части края, на левом берегу реки Ангара, вблизи места впадения в неё реки Речка, на расстоянии приблизительно 53 километров (по прямой) к востоку-северо-востоку (ENE) от села Богучаны, административного центра района. Абсолютная высота — 152 метра над уровнем моря.

## Население
| 2010 |
| ---- |
| 47   |

Гендерный состав
По данным Всероссийской переписи населения 2010 года в гендерной структуре населения мужчины составляли 63,8 %, женщины — соответственно 36,2 %.
Национальный состав
Согласно результатам переписи 2002 года, в национальной структуре населения русские составляли 97 % из 87 чел.

## Улицы
Уличная сеть посёлка состоит из четырёх улиц.